# DJ Akira
Pour les articles homonymes, voir Akira.
DJ Akira, ou simplement Akira, de son vrai nom Kin Wing Lam, né le 2 novembre 1971, est un producteur et DJ de techno hardcore chinois, résidant actuellement aux Pays-Bas. Il est à la tête du label Hong Kong Violence, et membre éminent de la scène techno hardcore internationale.

## Biographie
Akira participe en 1995 à la Dutch DJ Squad, groupe rassemble DJ Petrov, DJ Rob, Stanton et le MC Da TMC. La première sortie connue d'Akira s'effectue en 1998 sous le titre de Los Torros avec Drokz et Tails au label indépendant Cunt Records. Après avoir écouté les compositions de Liza 'N' Eliaz, il se lance dans la composition de morceaux terrorcore. Afin de promouvoir cette musique, il fonde son propre label, Hong Kong Violence, en 2001. En 2007, il sort l'EP Made In Hong Kong au label Industrial Strength Records de Lenny Dee.
Akira publie le troisième podcast de l'édition Empire of Eternity de Masters of Hardcore en 2014. En 2015, il participe à l'Insane Festival d'Avignon, en France, sur le Pandemic Stage (hardtek, hardcore) aux côtés notamment de Noize Suppressor, Micropoint, Dr. Peacock, DaY-már, et Tieum. Le 3 avril 2017, DJ Akira est présent à l'édition Russia - the Club World Tour du festival Masters of Hardcore.

## Discographie
- 1998 : Los Torros (Drokz, Tails, et Akira) (Cunt Records)
- 2001 : Hong Kong vs. New York (Cunt Records)
- 2007 : Burst Tires Cause Flight Delay In Hong Kong (Terrornoize Industry)
- 2007 : Made In Hong Kong (Industrial Strength Records)
- 2009 :  Beatdown Anonymous (Rebelscum)
- 2011 : Fast And Akkurad (Producers Tortured Dynamics Edit) / London Iz Not (Hong Kong Violence)
- 2013 : XTRM Is What We Are (avec Drokz) (PRSPCT XTRM)